# Starotcherkasskaïa

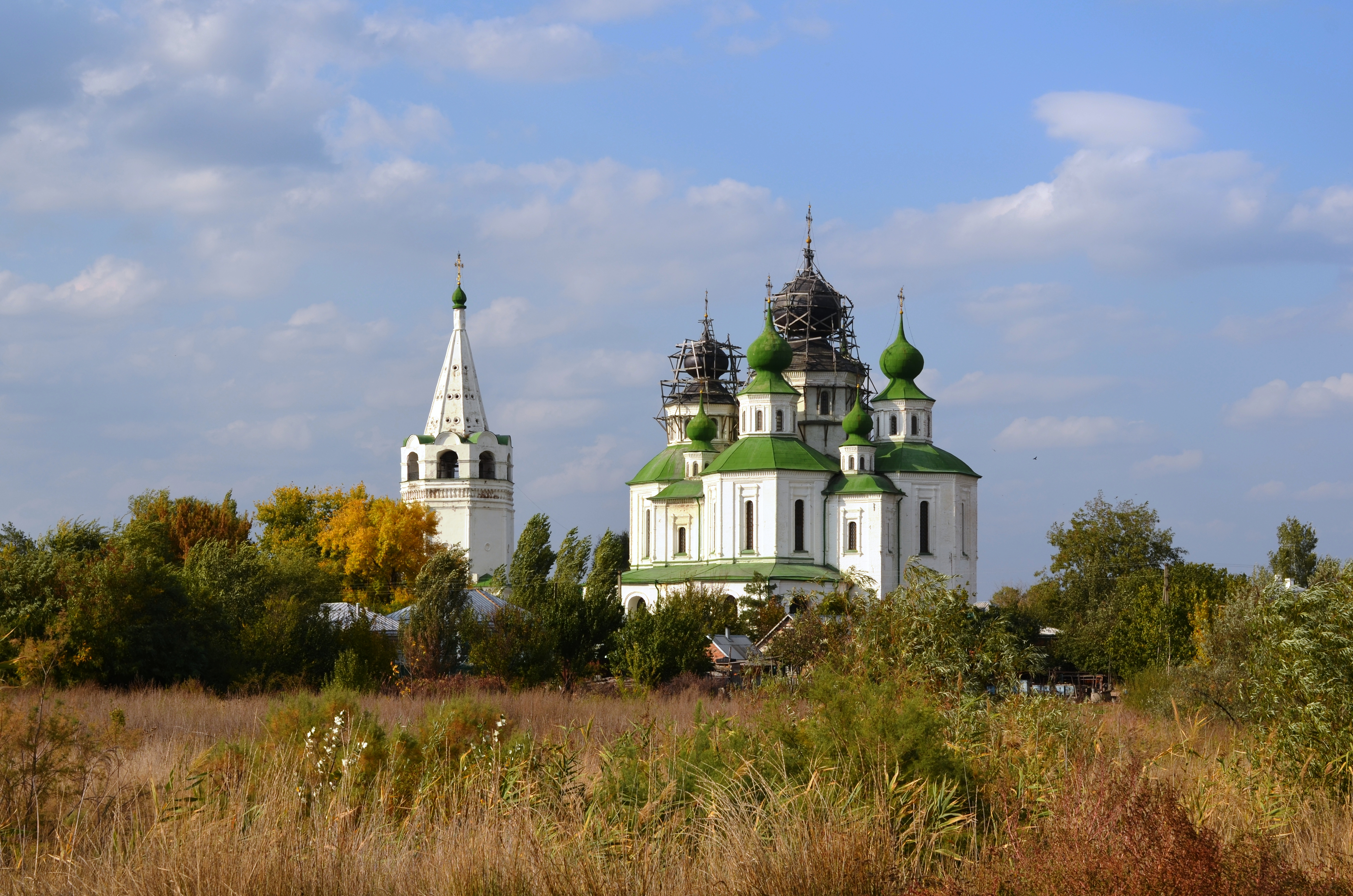
Cathédrale de la Résurrection en 2012.

Starotcherkasskaïa (en russe : Старочерка́сская) est une stanitsa du raïon d’Aksaï, dans l’oblast de Rostov,  en Russie. Elle porte jusqu’en 1805 le nom de Tcherkassk.

## Histoire
Un fortin cosaque est érigé probablement avant 1570 sur l’île formée par le Don et son bras Aksaï. La première mention remonte à 1593 sous le nom de Grad-Tcherkasski, soit la ville des (cosaques) tcherkesses. Cinquante ans plus tard le fort Tcherkassk devient la capitales des cosaques du Don, initialement indépendants puis vassaux du tsar.
Tcherkassk est alors une puissante forteresse et la résidence des atamans, possède son palais des atamans Efremov et un monastère, elle est aussi le théâtre d’affrontements entre la Russie, l’empire ottoman et le khanat de Crimée.
La situation sur une île du Don exposait Tcherkassk aux inondations de printemps et la ville était régulièrement ravagée par des incendies. En 1805 l’ataman Matveï Platov décide de déplacer la capitale cosaque d’environ 40 km à un endroit plus élevé et fonde la ville de Novotcherkassk (lit. nouveau Tcherkassk). La majorité des habitants déménage dans la nouvelle capitale et l’ancienne devient la stanitsa Starotcherkasskaïa (lit. vieux Tcherkassk).

## Démographie
En 2010 Starotcherkasskaïa compte 2399 habitants.

## Monuments
- Cathédrale de la Résurrection (1719)
- Église de la Transfiguration (1740)
- Église Saints-Pierre-et-Paul (1751)
- Palais des atamans Efremov (1756)
- Monastère Notre-Dame-du-Don